# Vitis rupestris
Vitis rupestris là một loài thực vật hai lá mầm trong họ Nho. Loài này được Scheele miêu tả khoa học đầu tiên năm 1848.